# Морозівське водосховище
 Морозівське водосхо́вище  — невелике руслове водосховище на річці Теплянка (ліва притока р. Сіверський Донець). Розташоване в Балаклійському районі Харківської області.
- Водосховище побудовано в 1978 році по проекту інституту «Харківдіпроводгосп».
- Призначення — зрошення, риборозведення, рекреація.
- Вид регулювання — багаторічне.

## Основні параметри водосховища
- нормальний підпірний рівень — 98,00 м;
- форсований підпірний рівень — 99,50 м;
- рівень мертвого об'єму — 92,7 м;
- повний об'єм — 2,995 млн м³;
- корисний об'єм — 2,875 млн м³;
- площа дзеркала — 103 га;
- довжина — 4,2 км;
- середня ширина — 0,25 км;
- максимальні ширина — 0,32 км;
- середня глибина — 2,9 м;
- максимальна глибина — 7,0 м.

## Основні гідрологічні характеристики
- Площа водозбірного басейну — 88,5 км².
- Річний об'єм стоку 50 % забезпеченості — 3,36 млн м3.
- Паводковий стік 50 % забезпеченості — 1,75 млн м3.
- Максимальні витрати води 0,5 % забезпеченості — 88 м3/с.

## Склад гідротехнічних споруд
- Глуха земляна гребля довжиною — 476 м, висотою — 9,5 м, шириною — 10 м. Закладення верхового укосу — 1:8, низового укосу — 1:2,5. Зі сторони низового укосу розташована пригрузочна призма шириною 10 м та закладенням укосу 1:5. Кріплення укосів — із трав'яної рослинності.
- Шахтний водоскид із монолітного залізобетону висотою — 7,0 м, розмірами 2(4,0х4,0)м.
- Водоскидний тунель з двовічковим січенням проточної частини 2(2,3х2,5)м. Вихідний оголовок і рисберма трепецевидні в плані. Вихідний оголовок — з вертикальними стінами, рисберма — з бортами відкісного типу. Загальна довжина кріплення за тунелем — 45 м.
- Водовідвідні труби — дві, прямокутної форми, довжиною — 32 м, розмірами 2(2,2х1,95)м.
- Донний водоспуск із двох сталевих труб діаметром 500 мм, та однієї труби діаметром 600 мм. Засувки розташовані в шахті водоскиду. Максимальна розрахункова витрата — 1,5 м3/с.
- Відвідний лоток із залізобетону довжиною — 34 м, обладнаний гасителями.

## Використання водосховища
Водосховище було побудовано для зрошення в колгоспі «Червоноармієць» Балаклійського району (акт приймання в експлуатацію — грудень 1978 р.).

## Додаткові відомості
На підставі інвентаризації встановлено наявність проведених робіт по перегородженню центральної частини водосховища насипною дамбою, в результаті чого на місці водосховища утворилося дві водойми.